# Ivan Leslie Collendavelloo
Ivan Leslie Collendavelloo, GCSK, ist ein Politiker der Mouvement Militant Militant (MMM) aus Mauritius, der mehrmals Minister sowie zwischen 2014 und 2016 Vize-Premierminister sowie von 2016 bis 2020 stellvertretender Premierminister war. 

## Leben
Ivan Leslie Collendavelloo begann nach dem Schulbesuch ein Studium der Rechtswissenschaften an der Universität Aix-en-Provence und schloss dieses 1975 mit einem Lizenziat (Licence en Droit). Nach seiner anwaltlichen Zulassung 1978 nahm er eine Tätigkeit als Rechtsanwalt auf. 1983 wurde er als Kandidat der Mouvement Militant Mauricien (MMM) erstmals zum Mitglied der Nationalversammlung gewählt und gehörte dieser nach seinen Wiederwahlen 1989, 1991, 1995 und 2000 bis 2005 an. Er war zudem zeitweise Generalsekretär der MMM. Er wurde am 11. Dezember 2014 wieder für die MMM im Wahlkreis No. 19 Stanley & Rose Hill zum Mitglied der Nationalversammlung gewählt. 
Collendavelloo war in der dritten Regierung von Premierminister Anerood Jugnauth zwischen dem 15. Dezember 2014 und dem 21. Dezember 2016 zunächst Vize-Premierminister und Minister für Energie und öffentliche Versorgungsunternehmen sowie im Anschluss vom 21. Dezember 2016 und dem 23. Januar 2017 stellvertretender Premierminister, Minister für Energie und öffentliche Versorgungsunternehmen sowie Tourismusminister. Im Kabinett von Premierminister Pravind Jugnauth fungierte er zwischen dem 24. Januar 2017 und dem 12. November 2019 erneut als stellvertretender Premierminister und Minister für Energie und öffentliche Versorgungsunternehmen. Er wurde am 8. November 2019 für die MSM im Wahlkreis No. 19 Stanley & Rose Hill abermals zum Mitglied der Nationalversammlung gewählt. Im Zuge der darauf folgenden Kabinettsumbildung übernahm er am 12. November 2019 in der Regierung von Premierminister Pravind Jugnauth wiederum die Ämter als stellvertretender Premierminister und Minister für Energie und öffentliche Versorgungsunternehmen. Er hatte diese bis zum 24. Juni 2020 inne. Für seine Verdienste wurde ihm das Großkreuz des Order of the Star and Key of the Indian Ocean (GCSK) verliehen.